# 墨西哥海军陆战队
墨西哥海军陆战队（西班牙語：Cuerpo de Infantería de Marina）是隶属于墨西哥海軍的海军陆战队单位。在墨西哥毒品戰爭中发挥了重要作用。

## 历史
墨西哥海军陆战队始建于墨西哥独立战争末期。1820-1821年间，墨西哥成立了海军部秘书处，从墨西哥陆军调来4个营，其中两个营被分配为海军陆战队，分别驻扎于圣布拉斯和韦拉克鲁斯。

### 墨西哥毒品战争
墨西哥海军陆战队于2009年加入墨西哥毒品战争。美国向其提供了装备和训练的援助。墨西哥海军陆战队在毒品战争中击毙或抓获了多名毒販头目，包括：
- 2010年，击毙安东尼奥·埃塞基耶尔·卡德纳斯（英语：Antonio Cárdenas Guillén），海灣販毒集團（英语：Gulf Cartel）头目之一。[4]
- 2013年，抓获米格尔·特雷维尼奥·莫拉莱斯，洛斯哲塔斯販毒集團头目；[5]和陆军联合行动，抓获马里奥·拉米雷斯·崔维诺（英语：Mario Ramirez Treviño），海灣販毒集團（英语：Gulf Cartel）头目。[6]
- 2016年，突袭抓获华金·古兹曼·洛埃拉，錫納羅亞販毒集團头目。[7][8]
- 2022年，抓获拉斐尔·卡罗·金特罗，瓜達拉哈拉販毒集團头目之一。[9]

## 组织
2009年起，为应对墨西哥毒品战争，墨西哥海军陆战队改组成旅级建制，在打击有组织犯罪时以营级行动。共建有：
- 8个海军陆战旅，每个旅由3个营和一个服务组编成，各营分布在墨西哥的不同海军区，这些单位具备打击有组织犯罪的能力。
- 2个海军陆战队两栖集团（Anfibias de Infantería de Marina），分别驻扎在太平洋和墨西哥湾沿岸，以应对常规战争。每个两栖集团下辖3000人，由两个两栖营、一个步兵突击营、一个炮兵营、一个舰艇及两栖战车营组成。
- 第24海军陆战营，驻扎墨西哥城，承担总统保卫任务。
- 1个海军陆战队伞兵营（BIMFUSPAR），精锐部队，为海军司令部的战略预备队。
- 3个海军陆战队特战队（FES），分别为海湾特战队（FESGO）、太平洋特战队（FESPA）、中央特战队（FESCEN）。